# Rødemis Fogderi
Rødemis Fogderi blev oprettet i 1702 som biskoppeligt fogderi i Sønder Gøs Herred (Mildsted Herred) i Husum Amt bestående af landsbyen Rødemis og nogle enkelte spredt liggende ejendomme i omegnen i det sydvestlige Sydslesvig. 
Fogderiet blev oprettet i 1702, men har rødder i den forhenværende Svavsted Amt, der bestod af bispegods i hele Sønderjylland. Til de biskoppelige besiddelser under Svavsted Amt hørte Svavsted, Rødemis, Treja, Svansø Birk med Stubbe by, Bustorp og Guggelsby, Nørre Gøs Herred Birk, Als Birk med byen Stavensbøl samt flere spredte ejendomme i hele Sønderjylland. I 1702 blev amtet ophævet og og dets spredt liggende ejendomme indlemmet i de omkringliggende herrder og amter. Svavsted og Rødemis kom som små fogderier til Husum Amt, Treja og Fysing som herreder til Gottorp Amt.
Rødemis Fogderi hørte i kirkelig henseende til Mildsted Sogn.